# Формачево
Формачево (рос. Формачёво) — селище залізничної станції у Увельському районі Челябінської області Російської Федерації.
Входить до складу муніципального утворення Кичигинське сільське поселення. Населення становить 343 особи (2010).

## Історія
Від 1924 року належить до Увельського району Челябінської області.
Згідно із законом від 17 вересня 2004 року органом місцевого самоврядування є Кичигинське сільське поселення.

## Населення
| 2002 | 2010 |
| ---- | ---- |
| 269  | ↗343 |